# Nehale IyaMpingana (Wahlkreis)
Nehale IyaMpingana ist seit 2013 ein Wahlkreis in der Region Oshikoto im Norden Namibias. Verwaltungssitz ist die Ansiedlung Okoloti. Der Wahlkreis hat (Stand 2023) 17.300 Einwohner auf einer Fläche von 9935 km².

## Wahlen
| Wahl | Name           | Partei | Stimmenanteil |
| ---- | -------------- | ------ | ------------- |
| 2015 | Levi Reinholdt | SWAPO  | o. W. 1       |
| 2020 | Josef Shilongo | SWAPO  | 90,1 %        |